# Élection présidentielle lettonne de 2007
L’élection présidentielle lettonne de 2007 (2007. gada Latvijas prezidenta vēlēšanas) s'est tenue le 31 mai 2007 en Lettonie, afin d'élire le troisième président de la République depuis l'indépendance de 1990.
Le chirurgien Valdis Zatlers, soutenu par la coalition au pouvoir, l'a emporté dès le premier tour contre l'ancien président de la Cour constitutionnelle, Aivars Endziņš.

## Système électoral
Le Président de la République de Lettonie est élu pour quatre ans au suffrage indirect et ouvert par un collège électoral composé des membres de la Saeima, le parlement national. Il est rééligible, mais une seule fois de manière consécutive, un président ne pouvant rester en poste plus de huit ans de suite.
Est élu au premier tour le candidat qui recueille la majorité absolue du nombre total des députés, soit 51 voix sur 100. En cas d'échec, un second tour est organisé dans les mêmes conditions. À partir du troisième tour, le candidat ayant reçu le moins de votes au tour précédent est éliminé, les tours s'ensuivant jusqu'à ce qu'un candidat soit élu. Ces derniers peuvent ne pas être les mêmes d'un tour à l'autre. Comme la majorité exigée est toujours basée sur le total des membres de la Saeima et non sur la base des votes valides, il est possible qu'un tour de scrutin où s'affrontent seulement deux candidat — voire un seul — soit lui aussi infructueux.
Le président de la Saeima préside le collège électoral. Avant le premier tour de l'élection présidentielle, les partis politiques représentés à la Saeima désignent leurs candidats. Ces derniers doivent être âgés d'au moins quarante ans, posséder la citoyenneté lettonne et ne pas avoir de double nationalité ou de casier judiciaire.

## Candidats

### Noms
| Nom              | Parti                                   | Date de candidature                       | Parrainage(s)            |
| ---------------- | --------------------------------------- | ----------------------------------------- | ------------------------ |
| Sandra Kalniete  | Nouvelle Ère                            | 5 septembre 2006 (Retrait le 24 mai 2007) | JL                       |
| Māris Riekstiņš  | Parti populaire                         | 27 avril 2007 (Retrait le 22 mai 2007)    | TP                       |
| Karina Pētersone | Premier Parti de Lettonie/Voie lettonne | 12 mai 2011 (Retrait le 22 mai 2007)      | LPP/LC                   |
| Valdis Zatlers   | Aucun                                   | 22 mai 2007                               | TP, ZZS, LPP/LC, TB/LNNK |
| Aivars Endziņš   | Aucun                                   | 24 mai 2007                               | SC, JL                   |

### Soutiens
La première à avoir annoncé sa candidature à la présidence était l'ancienne commissaire européenne Sandra Kalniete, choisie par la Nouvelle Ère (JL), alors dans l'opposition, dès septembre 2006. En avril suivant, l'ancien ambassadeur aux États-Unis, Māris Riekstiņš, a fait acte de candidature, sous les couleurs du Parti populaire (TP), du Premier ministre Aigars Kalvītis. À peine deux semaines plus tard, le 12 mai, l'ex-ministre de la Culture Karina Pētersone, de l'alliance Premier Parti de Lettonie/Voie lettonne (LPP/LC), également membre du gouvernement, s'est déclarée candidate.
Dans la mesure où la coalition gouvernementale, qui réunissait, outre le TP et LPP/LC, l'Union des verts et des paysans (ZZS) et Pour la patrie et la liberté (TB/LNNK), s'est révélée incapable de choisir parmi ses deux prétendants, ceux-ci se sont retirés au profit de l'indépendant Valdis Zatlers, directeur d'un établissement hospitalier à Riga le 22 mai. Deux jours plus tard, le parti russophone d'opposition Centre de l'harmonie (SC) a désigné l'ancien président de la Cour constitutionnelle Aivars Endziņš, qui a ensuite reçu le soutien de la JL moyennant le retrait de Kalniete.

## Résultats
| Candidat       | 1er tour | 1er tour |
| Candidat       | Pour     | Contre   |
| -------------- | -------- | -------- |
| Valdis Zatlers | 58       | 40       |
| Aivars Endziņš | 39       | 59       |